# José Eduardo dos Santos
José Eduardo dos Santos (28. srpna 1942, Luanda, Portugalská západní Afrika – 8. července 2022, Barcelona, Španělsko) byl angolský politik, druhý prezident Angoly.

## Život
Narodil v rodině příslušníků kmene Mbundu. Po luandské základní škole studoval na Lyceu Salvadora Correiy a už jako student se zapojoval do ilegálního politického boje za nezávislou Angolu a působil v Movimento Popular de Libertação de Angola (MPLA, Lidové hnutí za osvobození Angoly).
Poté co ozbrojené povstání roku 1961 vyvolalo silné portugalské represe odešel do Konga a v 20 letech se stal reprezentantem MPLA v Brazzaville. O rok později se připojil k partyzánským oddílům tohoto hnutí. SSSR, který aktivně podporoval MPLA, mu v roce 1963 poskytl stipendium na Petrochemickém institutu v Baku, kde dos Santos v roce 1969 získal inženýrský titul v oboru ropného průmyslu. Následoval několikaměsíční vojenský výcvik a tak mohl po návratu do Afriky působit jako vysoký velitel v ozbrojených oddílech MPLA.
Po vzniku nezávislé Angoly pod vládou MPLA se stal ministrem zahraničí, později zastával i funkce vicepremiéra a ministra plánování. Po smrti A. A. Neta převzal v září 1979 jeho funkci předsedy MPLA i prezidentský úřad a koncentroval ve svých rukách diktátorské pravomoci. V situaci dlouhotrvající občanské války se choval pragmaticky. Přes vládní marxisticko-leninskou ideologii navázal kontakty se západními petrolejářskými společnostmi, aby z prodeje angolské ropy mohl financovat válku MPLA proti opoziční UNITA vedené Jonasem Savimbim. V podmínkách rozvráceného hospodářství se čelným představitelům MPLA dařilo zabezpečit si blahobytný život.
Po skončení studené války a ztrátě sovětské podpory se musel v roce 1992 postavit v relativně svobodných volbách pod dohledem OSN Savimbimu ze strany UNITA. V prvním kole obdržel téměř 50 % hlasů. Jonas Savimbi obdržel lehce přes 40 % hlasů. Savimbiho podporovatelé volby zpochybnili a započali demonstrovat proti jejich výsledkům. Tyto protesty nařídil dos Santos krvavě potlačit ozbrojenými složkami. Tyto události vešly ve známost jako takzvaný Halloweenský masakr a zahynulo při nich okolo deseti tisíc lidí, převážně neozbrojených demonstrantů. V reakci na tento zločin se UNITA vrátila k násilnému boji, který trval až do roku 2002, kdy byla 4. dubna podepsána dohoda mezi angolskou vládou a opozičním hnutím UNITA a zahájen mírový proces. Ten byl prakticky ukončen v roce 2002, kdy byl Jonas Savimbi zabit.
Své pozice si Santos uhájil i po skončení občanské války v roce 2002. Opozicí i řadovými Angolany byl spolu s dalšími vládními představiteli obviňován z nezákonného obohacování se z angolských příjmů z ropy.
Přes jeho občasné sliby se v Angole od roku 1992 nekonaly dalších 20 let další volby, a to přes to, že byly opakovaně plánovány a odkládány. Nakonec se uskutečnily až v srpnu roku 2012. Volby vyhrála opět vládní strana MPLA (poměr 71,8 % většiny proti 18,7 % hlasům opoziční organizace UNITA) a prezidentem se opět stal jako její předseda dos Santos.
Byl jedním z nejdéle vládnoucích prezidentů světa (38 let). V březnu 2016 oznámil, že hodlá odejít do penze po prezidentských volbách, které proběhly v srpnu 2017. Jeho nástupcem se stal João Lourenço, který dne 26. září 2017 složil slib jako třetí prezident Angoly.

### Rodinný život
Podle oficiálního životopisu se rád věnoval sportu, hrál na kytaru a bubny a četl angolské autory. Byl třikrát ženatý, má 6 dětí, z toho 1 nemanželské. Současnou manželkou je bývalá modelka Ana Paula dos Santos.
Jeho dcerou je podnikatelka Isabel dos Santosová, nejbohatší žena na africkém kontinentu s odhadovaným majetkem přes tři miliardy amerických dolarů. Vzhledem k rodinnému zázemí bývá často obviňována, že svého bohatství dosáhla korupcí, nepotismem a zejména perzekucí a vydíráním obchodních konkurentů a partnerů. Angola proto často bývá udávána za příklad kleptokracie. V roce 2019 jí angolské úřady zmrazily majetek, protože údajně vyvedla ze státních firem asi miliardu dolarů do společností, které skrytě vlastní. V současnosti ji hledá Interpol.

## Vyznamenání
- velkokříž s řetězem Řádu prince Jindřicha – Portugalsko, 25. ledna 1988[4]
- Řád Agostinha Neta – Angola, 1991[5]
- velkokříž s řetězem Řádu svatého Jakuba od meče – Portugalsko, 9. března 1996[4]
- Řád přátelství – Rusko, 30. října 2006[6]
- Řád společníků O. R. Tamba ve zlatě – Jihoafrická republika, 27. dubna 2010[7][8]
- Řád cti – Rusko, 31. srpna 2012[9]
- Řád Srbské republiky I. třídy – Srbsko, 2016
- Řád José Martího – Kuba[10]